# Kapitálový fond
Kapitálový fond je vytvořen z kapitálových vkladů peněžních a nepeněžních.
Kapitálové fondy mají především význam u akciové společnosti, kde jejich podstatnou část tvoří emisní ážio, tj. kladný rozdíl mezi skutečně dosaženou tržní cenou akcií a její nominální hodnotou při emisi akcií. Do kapitálových fondů patří i ostatní kapitálové fondy, které jsou tvořeny z darů, dotací, státních příspěvků apod.